# Рыжая белокровка
Рыжая белокровка (лат. Channichthys rugosus) — морская автохтонная субантарктическая донная рыба из семейства белокровковых (Channichthyidae) отряда окунеобразных. Как новый для науки вид впервые была описана в 1913 году британским ихтиологом Чарльзом Тейтом Ригеном (Charles Tate Regan, 1878—1943). Название вида происходит от латинского слова (прилагательного) «морщинистый» (rugosus), что, очевидно, связано, в отличие от ранее описанного вида C. rhinoceratus Richardson, 1844, с сильной грануляцией лобных костей, на которых костные шиповатые гранулы располагаются в виде радиальных линий, придавая поверхности головы структурированную исчерченность. Русское и английское (Red icefish) названия связаны с ярко-рыжей прижизненной окраской большинства рыб.
C. rugosus — относительно мелкого размера прибрежная рыба общей длиной до 31 см. Является эндемиком вод Индийского океана, омывающих острова архипелага Кергелен в Индоокеанском секторе Субантарктики. Возможно также обитает на серии подводных поднятий — гайотов (банок) в районе подводного хребта Кергелен, а также у островов Хёрд и Макдональдс, расположенных в южной оконечности подводного хребта Кергелен. Кроме C. rugosus род носорогих белокровок (Channichthys) включает еще 8 эндемичных для Кергелена видов белокровковых рыб.
Согласно схеме зоогеографического районирования по донным рыбам, предложенной А. П. Андрияшевым и А. В. Нееловым, указанный выше район находится в границах зоогеографического округа Кергелен-Хёрд Индоокеанской провинции Антарктической области.
Как и у других носорогих белокровок у C. rugosus имеется хорошо развитый ростральный шип («рог») в передней части рыла. Для неё, как и для всех прочих белокровковых рыб, также характерно отсутствие чешуи на теле (кроме боковых линий) и обладание уникальным явлением среди всех позвоночных, свойственного только 25 видам рыб этого семейства, — наличием «белой» крови, представляющей собой слегка желтоватую плазму, лишенную эритроцитов и гемоглобина. Подобное явление объясняется адаптацией предковых форм белокровковых рыб к суровым условиям Антарктики и отрицательной температуре воды в Южном океане, близкой к точке замерзания (–1,9 °C).
Рыжая белокровка может встречаться в качестве прилова при промысле в районе островов Кергелен щуковидной белокровки Chamsocephalus gunnari Lönnberg, 1905, больше известной под коммерческим названием «ледяная рыба».

## Характеристика рыжей белокровки
От прочих видов рода Channichthys отличается следующим комплексом признаков. В первом спинном плавнике 8—11 гибких колючих лучей (чаще 9—10), из которых наибольшие лучи с 3-го по 5-й (чаще 3—4-й); во втором спинном плавнике 31—34 луча; в анальном плавнике 29—31 луч; в грудном плавнике 18—29 лучей, чаще 19 лучей (наименьшее число лучей в роде); в дорсальной (верхней) боковой линии 57—82 трубчатых костных членика (чешуй), в задней части медиальной (срединной) боковой линии 7—23 трубчатых костных членика (чешуи), в передней части — медиальной линии 3—30 округлых плотных прободенных костных бляшек; в нижней части жаберной дуги 7—14 тычинок, расположенных только во внешнем ряду; позвонков 54—56, из них 22—24 туловищных и 32—33 хвостовых.
Первый спинной плавник очень высокий, его высота содержится 3,2—3,8 раза в стандартной длине рыбы, трапециевидной формы, с высокой плавниковой складкой, достигающей кончиков гибких колючих лучей. Первый и второй спинные плавники соприкасаются своими основаниями или разделены узким междорсальным промежутком. Глаз маленький (15—18 % длины головы или 30—36 % длины рыла). Межглазничное пространство узкое (11—14 % длины головы), меньше диаметра орбиты, вогнутое, с заметно приподнятыми над орбитой внешними краями лобных костей. Задний край челюстной кости простирается назад до вертикали, проходящей через середину орбиты.
Грануляция (туберкуляция) в целом умеренная за исключением верха головы, где сглаженные и шиповатые мелкие костные гранулы плотно покрывают лобные кости; может встречаться на лучах брюшного плавника и лучах жаберной перепонки; отсутствует на верхней челюсти и в передней части нижней челюсти.
Прижизненная общая окраска рыб обычно варьирует от желтовато-оранжевой и бледно-розовой до ярко рыжей или буровато-охристой. Бока тела без выраженных темных пятен или поперечных полос, равномерно покрыты меланофорами. Низ головы, грудь и участки туловища, прилегающие к анальному плавнику, светлые; у некоторых рыб на груди и животе имеются довольно большие темные или буроватые пятна и небольшие, до 2—4 мм в диаметре ярко-оранжевые пятнышки. Плавниковая складка первого спинного плавника черная, лучи светлые. Лучи грудного, хвостового и второго спинного плавников серые или темно-серые, плавниковые складки светлые. Анальный плавник светлый у основания и несколько темнеющий в нижней половине. В брюшных плавниках лучи светлые, плавниковые складки темные. У фиксированных в формалине или спирте рыб общая окраска тела изменяется на светло-серую или буровато-коричневую.

## Распространение и батиметрическое распределение
Известный ареал вида охватывает прибрежные морские воды, окружающие острова Кергелен (эндемик). Мелководный вид, отмеченный на глубинах 112—250 м.

## Размеры
Относится к группе мелких видов рода Channichthys. Наиболее крупные самки достигают 311 мм общей длины и 280 мм стандартной длины.

## Образ жизни
Ведет донный образ жизни. Встречается на участках дна с зарослями бурых водорослей и значительным количеством иглокожих и стеклянных губок. Хищник-ихтиофаг и бентофаг, питающийся, очевидно, на поверхности грунта. Как и у других хищных носорогих белокровок у рыжей белокровки жаберные тычинки немногочисленные и расположены в один ряд на нижней части первой жаберной дуги.
Половое созревание у самок впервые наступает при общей длине около 24—28 см (22—25 см стандартной длины). Нерест происходит, по-видимому, летом или осенью южного полушария.